# Dode Akaabi
 (août 2024).
La reine Dodi Akaabi également connue sous le nom de Naa Dode Akabi I,, a gouverné le pays du Ga de 1610 à 1635 . Elle est une princesse Guan Obutu ou Awutu qui s'est mariée au riche roi du Ga, Mampong Okai. Les Obutus/Awutus sont connus pour leur leur opulence et sont très intéressés par le commerce de l'or,,,,.

## Histoire
Après la mort de son mari, elle lui succède en tant que première et unique dirigeante du Ga. Elle est redoutée pour son audace et sa législation stricte, axée principalement sur l'élévation des femmes. On lui attribue beaucoup d'événements qui ont permis à son royaume de s'élever. Notamment en ornant les rois avec de nombreux bijoux, mais aussi en ce qui concerne la tradition de s'asseoir sur des tabourets qui sont jusqu'alors emportés lors des guerres et utilisés pour remonter le moral des troupes. Elle s'est assise sur les tabourets qui ont dorénavant ont une tradition commune pour visualiser son autorité sur son peuple.
Elle a menée son peuple dans plusieurs guerres et est considérée comme étant une grande guerrière, et ainsi possède de nombreuses terres même au-delà du pays du Ga. Elle a conquis de nombreuses terres. Cependant, elle a une législation sévère envers les hommes qui maltraitent les femmes, violent les femmes ou manquent de respect envers femmes de quelque manière que ce soit, ce qui la rend détestable parmi un certain nombre de son peuple.
Elle est enterrée vivante par des hommes qu'elle a sévèrement punis. Son fils, Okaikoi, le roi guerrier, règne après elle.

## Source
- (en) Cet article est partiellement ou en totalité issu de l’article de Wikipédia en anglais intitulé « Dode Akaabi » (voir la liste des auteurs).